# عبد السلام أحيزون
عبد السلام أحيزون (مواليد 20 أبريل 1955) هو رجل أعمال مغربي، بدأ مساره المهني في قطاع الاتصالات بعد حصوله على دبلوم مهندس اتصالات من المدرسة العليا للاتصالات في باريس سنة 1977، وكان الرئيس والمدير التنفيذي لشركة اتصالات المغرب، شركة الاتصالات الرائدة في المغرب، منذ 2001 إلى 25 فبراير 2025، حين تم تعيين محمد بنشعبون خلفاً له. اختير ضمن أفضل ثمانية مدراء شركات الاتصال على المستوى العالمي سنة 2011. يترأس الجامعة الملكية المغربية لألعاب القوى منذ سنة 2006.

## مسيرته

### معاهد ومؤسسات
هو عضو في مجلس إدارة المعهد الملكي للثقافة الأمازيغية. وهو عضو في مؤسسة محمد السادس لحماية البيئة منذ يونيو 2001، عضو مؤسسة محمد الخامس للتضامن منذ أبريل 2004، وجمعية للا سلمى لمحاربة السرطان منذ نوفمبر 2005. وعضو اللجنة التنفيذية لغرفة التجارة الدولية بباريس منذ فبراير 2004، وعضو مجلس إدارة جامعة الأخوين في إفران منذ نوفمبر 2003.

### اتصالات المغرب
في سنة 1983 عين مديرا للاتصالات في وزارة البريد والاتصالات السلكية واللاسلكية. وخلال الفترة الممتدة ما بين 1992 و1998 شغل منصب المدير العام للمكتب المغربي للبريد والاتصالات، وجمع بين هذا المنصب وحقيبة وزارة البريد والاتصالات من 1992 إلى 1995، وحقيبة وزارة الاتصالات خلال عامي 1997 و1998. وفي سنة 1998 تم حل «المكتب الوطني للبريد والاتصالات» وتم تعويضه بثلاث مؤسسات هي: «بريد المغرب»، مؤسسة عمومية ذات شخصية معنوية واستقلال مالي، و«الوكالة الوطنية لتقنين الاتصالات»، المكلفة تنظيم القطاع ومراقبته، وشركة «اتصالات المغرب»، وهي شركة مساهمة. وأصبح احيزون رئيسا مديرا عاما لـ«اتصالات المغرب» من عام 1998 حتى نهاية عام 2000، ثم رئيسا لمجلس إدارة الشركة منذ فبراير 2001.
وتم اخيرا تعيين احيزون عضوا في مجلس إدارة مجموعة «فيفاندي يونيفيرسال». وكان احيزون قبل هذا التعيين يرتبط بمجموعة «فيفاندي» بعقد عمل مؤقت، وكان يساهم بهذه الصفة في صياغة استراتيجيات المجموعة في مجال الاتصالات وفي القطاع المسموع والمرئي.

### الإعلام
شغل منصب عضو في مجلس إدارة مجموعة فيفاندي يونيفيرسال، وكان يرتبط بمجموعة فيفاندي قبل أن يكون عضوا بعقد عمل مؤقت، وكان يساهم بهذه الصفة في صياغة استراتيجيات المجموعة في مجال الاتصالات وفي القطاع المسموع والمرئي.
عين رئيس تنفيدي لقناة ميدي 1 سات، وتم تعين عباس عزوزي خلفا له سنة 5 يناير 2010، وكانت مهمته إنقاد القناة من الإفلاس واستقامة شؤونها المالية.

### السياسة
كان وزيرا للبريد والاتصالات السلكية واللاسلكية في حكومة محمد كريم العمراني وأيضا في حكومة عبد اللطيف الفيلالي.

### الرياضة
منذ ديسمبر 2006، انتخب عبد السلام أحيزون رئيس للجامعة الملكية المغربية لألعاب القوى خلال الجمع العام العادي، والذي انعقد بمقر الجامعة بالرباط. وتم انتخابه بالإجماع خصوصا أنه برز كقائد مؤسساتي في العديد من المهام التي يتقلدها.

## وصلات خارجية
- عبد السلام أحيزون: رئيس مجلس إدارة شركة اتصالات المغرب
- تجديد ولاية عبد السلام أحيزون على رأس «اتصالات المغرب»